# Capitan Harlock - Il mistero dell'Arcadia
Capitan Harlock - Il mistero dell'Arcadia (宇宙海賊キャプテンハーロック アルカディア号の謎?, Uchū kaizoku Captain Harlock: Arcadia-gō no nazo) è un film d'animazione del 1978 diretto Rintarō.
Pellicola su soggetto originale di Leiji Matsumoto, prodotta dalla Toei Animation e distribuita in Italia soltanto nel 2019 da Yamato Video, che lo ha trasmesso su Man-ga il 18 maggio 2019, ed è stato doppiato con i suoi doppiatori originali dell'epoca chiamati da Giorgio Bassanelli Bisbal che oltre a dirigere il doppiaggio ha seguito e coordinato tutto il montaggio e il missaggio che richiedeva l'aderenza di incisioni del 1979 a incisioni del 2019 (ben quarant'anni dopo), integrando le parti assenti all'epoca anche con altre voci.

## Trama
Mayu è in vacanza dalla scuola e si mette a suonare l'ocarina sul bordo di una diga. Con grande sorpresa dell'equipaggio della nave Arcadia, essa inizia a muoversi al suono della melodia suonata da Mayu. Harlock prova a riprendere il controllo dei comandi, ma la nave si rifiuta di obbedire alla sua manovra. Finalmente, però, capisce il perché e alla fine lascia che l'anima del suo caro migliore amico Tochiro, costruttore di Arcadia, diriga il vascello sulla Terra per incontrare la piccola.
La maggior parte degli eventi successivi seguono pari pari l'episodio 13 della prima serie di Capitan Harlock.